# Toyota Regius
Der  Toyota Regius ist ein japanischer Kleinbus, der auf dem Toyota Granvia basiert.
Im April 1997 erschien der Toyota Regius. Es handelte sich dabei um einen in der Breite reduzierten Toyota Granvia mit Allradantrieb, der auch mit Dieselmotoren verfügbar war. Im Oktober desselben Jahres erschien der Toyota Hiace Regius Van für den gewerblichen Einsatz, der aber nur bis 1999 gebaut wurde.
Die Wagen waren mit Reihenvierzylinder-Dieselmotoren ausgerüstet. Nur der Van war auch mit einem 2,7 l-R4-Benzintriebwerk mit zwei obenliegenden Nockenwellen erhältlich. Der 3,0-l-R4-Turbodieselmotor 3RZ-FE und der Motor 1KZ-TE waren schon aus dem Granvia bekannt. Das Leergewicht des Wagens wird mit 1860 kg angegeben.

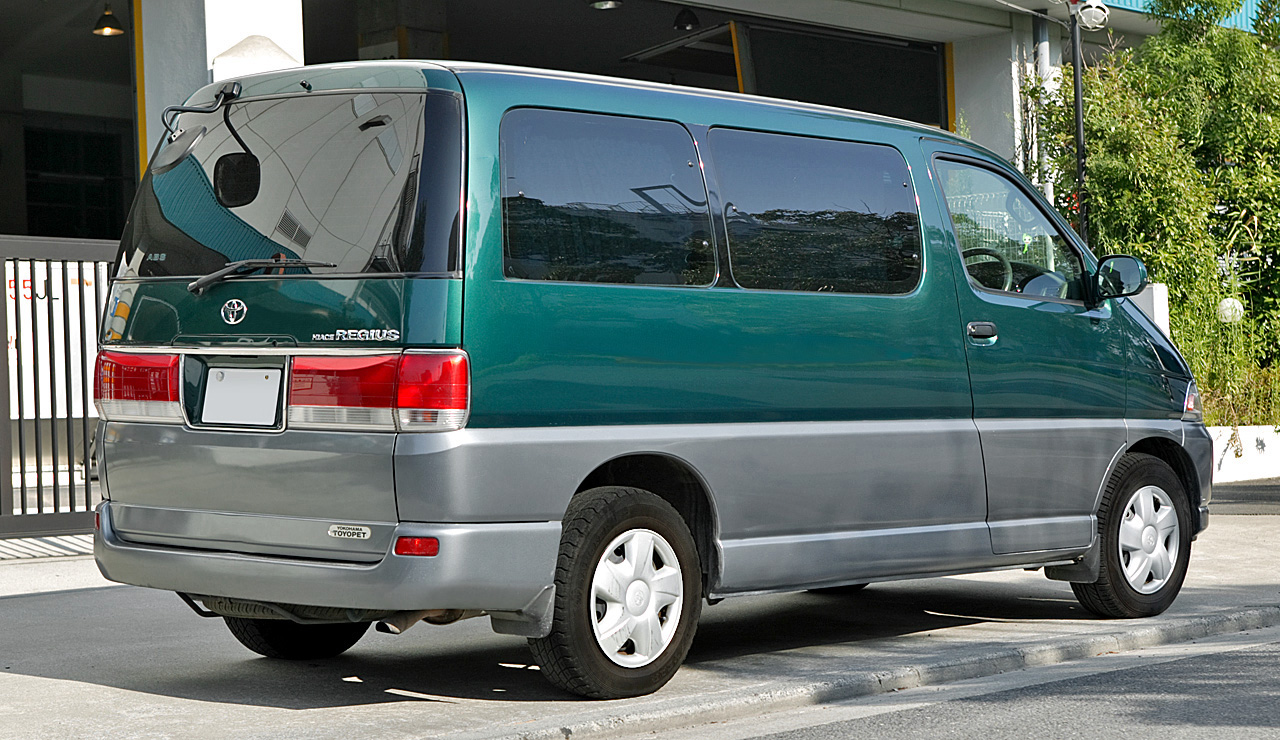
Hiace Regius (frühes Modell)
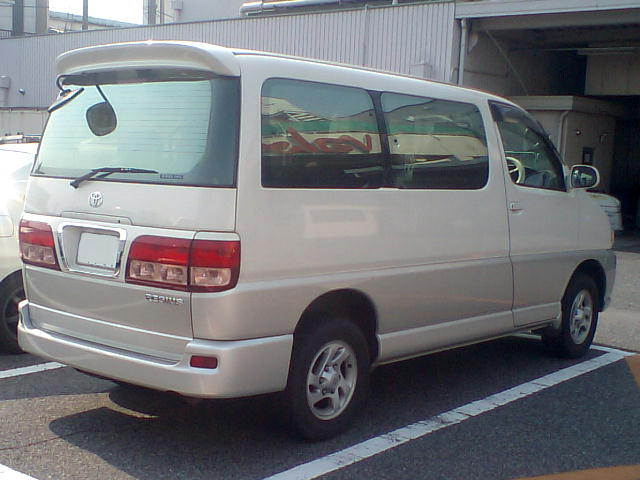
Regius (spätes Modell)
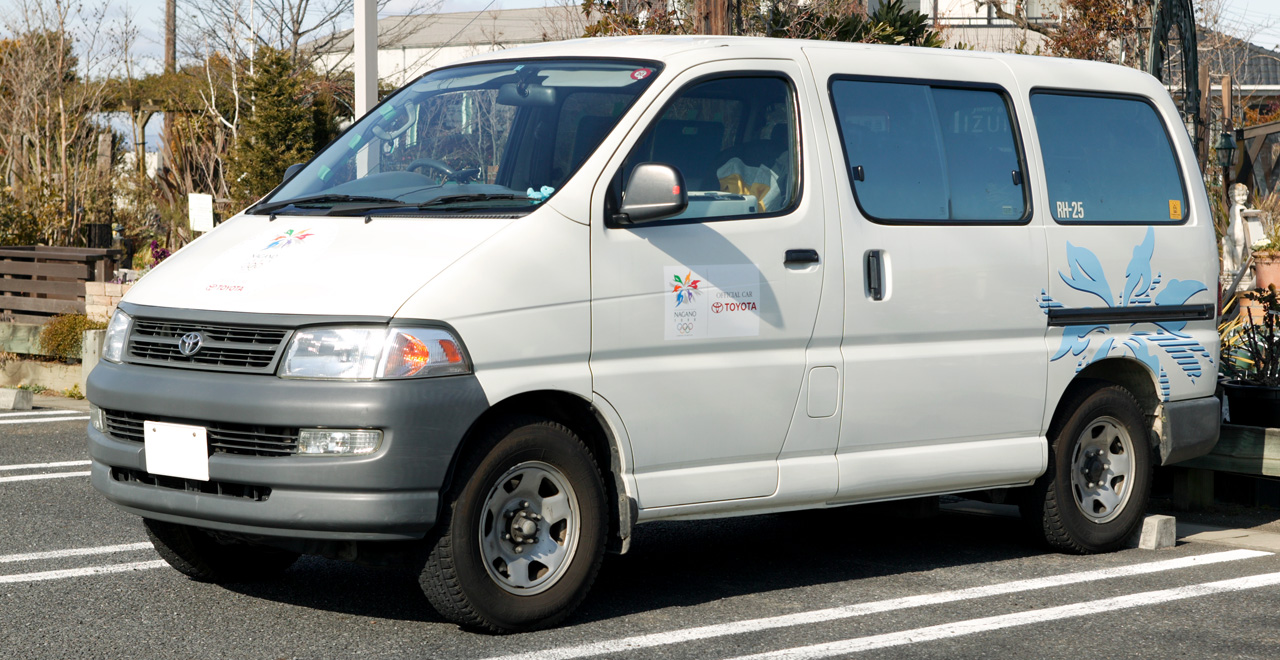
Hiace Regius Van 4WD
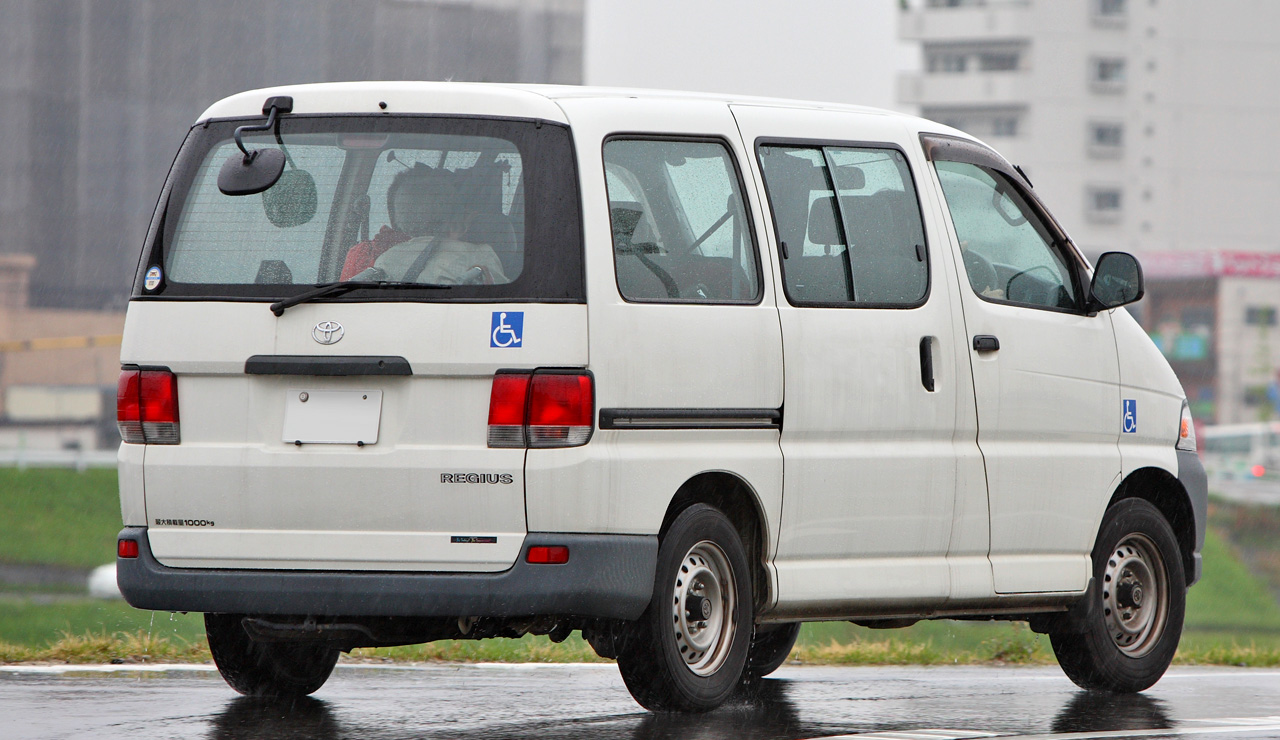
Regius Van